# Эндер, Ина
Ина Эднер (нем. Ina Ender, урожд. Ина Шрайер, нем. Ina Schreier; (9 июля 1917 года, Берлин-Кройцберг, Германия — 27 марта 2008 года, Лениц, Германия) — одна из первых женщин-полицейских в Германии, антифашист, член движения Сопротивления во время Второй мировой войны, член организации «Красная капелла».

## Биография
Ина Шрайер родилась 9 июля 1917 года в берлинском районе Кройцберге. Она была дочерью скульптора Эриха Шрайра и портнихи Маргарете Хетцель. Её отец был одним из основателей Союза Спартака и Коммунистической партии Германии.
С 1923 по 1927 год Ина обучалась в начальной школе в Кройцберге, затем перешла в школу Минны Кауэр в Нойкельне. Здесь вскоре стала членом студенческого совета. Она была первой девушкой, поступившей в школу-интернат в Шафенберге. Благодаря своей дружбе с Гансом Лаутеншлягером и Гансом Коппи, в 15 лет, в 1932 году вступила, в объявленный нацистами «вне закона», Коммунистический союз молодежи (KJVD), и участвовала в политических акциях против нацистского режима.
После прихода нацистов к власти, 30 января 1933 года, её отца освободили от занимаемой должности, а в доме провели несколько обысков. Несмотря на хорошую успеваемость, ей не удалось получить аттестат зрелости. Школу в Шафенберге нацисты закрыли, а обеспечить образование дочери в другой школе родители не могли из-за отсутствия материальных средств. Мать помогла ей подготовиться к поступлению в швейное профессионально-техническое училище. Однако из-за отсутствия у матери лицензии преподавателя швейного дела Ине отказали в поступлении. Женщины стали зарабатывать на жизнь, обшивая знакомых. В 1936 году ей все же удалось устроиться на работу швеёй в дамское ателье.
В середине 1930-х годов Ину заметил популярный во времена нацистского режима фотограф Ганс Хубман и предложил сняться для обложки журнала. Став моделью в главном салоне Третьего рейха, она получила доступ в «высшее общество», который использовала для сбора информации для движения сопротивления. Например, таким образом, ей стало известно о сроках проведения операции нацистов по захвату Москвы. 14 сентября 1936 года вышла замуж за Ганса Лаутеншлягера.
Как модель, она имела контракты во многих европейских городах, что давало ей право выезда из страны. В конце 1930-х годов через подругу Оду Шоттмюллер присоединилась к группе, возглавлявшейся Харро Шульце-Бойзеном и Арвидом Харнаком. Обеспечивала связь между берлинской и брюссельской группами Сопротивления.
В сентябре 1942 года была арестована гестапо. Её курьерская деятельность осталась незамеченной. В июле 1943 года Верховный суд признал её виновной в «пособничестве и подстрекательстве к мятежу» и приговорил к шести годам лишения свободы.
В мае 1945 года она была вице-мэром в Бранд-Эрбисдорфа, где проработала до лета 1946 года. После эвакуации из Польши матери и её сына Акселя Ина приняла решение вернуться в Берлин. Но ей предложили место в новообразованном защитном отделении народной полиции в Нидерзедлице, в Дрездене, куда она переехала вместе с матерью и сыном. В 1947 году её перевели в районное управление полиции Гроссенхайна. Там она несколько месяцев проработала главой ведомства в местной администрации. В 1949 году поступила на службу в уголовный розыск в должности главного уполномоченного государственного органа народной полиции в Дрездене. Она была ответственна за расследование подрывной деятельности и нацистских преступлений. В мае 1950 года, по собственному желанию, была переведена в Берлин в главное управление казарменной полиции. Уволенная за нарушение правил эксплуатации в октябре 1950 года, была принята в Торговую Организацию, ведавшую промышленными товарами, и в 1953 году стала начальником отдела. Когда её муж, Ганс Лаутеншлягер, вернулся в Берлин из советского плена, они расстались полюбовно.
В декабре 1952 года вышла замуж за Зигфрида Эндера. Приняла на себя управление несколькими экспроприированными фермами. Позднее, из-за участия в демонстрации рабочих 17 июня 1953 года, была уволена с работы, и в декабре 1954 года исключена из Социалистической единой партии Германии (SED). В связи с исключением из партии, не смогла устроиться на работу, и в мае 1955 года вернулась к профессии швеи. В 1957 году была вновь принята в SED, и в 1962 году получила место сотрудника Министерства торговли в Берлине. С 1965 по 1967 год была директором по учебной работе в Высшей школе внешней торговли (ГДР). В 1967 году подала в отставку по состоянию здоровья и получила инвалидность. С 1972 по 1975 год работала вместе с мужем в Ираке в качестве приглашённого специалиста. В ГДР она работала с молодёжью, читала лекции по истории движения сопротивления, а после воссоединения Германии, принимала активное участие в Партии демократического социализма (ПДС).
Ина Эндер умерла 27 марта 2008 года в Лениц, в Германии.